# 2006년 아프리카의 뿔 식량 위기
2006년 동아프리카 식량위기(2006 Horn of Africa food crisis)는 2006년 이후 아프리카의 뿔 지역(소말리아, 에리트레아, 지부티, 에티오피아 및 케냐 북동부)에서 계속되고 있는 식량 부족 사태를 의미한다. UN 산하의 FAO(식량농업기구)는 아프리카의 뿔 지역 1,100만명의 사람들이 광범위하게 펼쳐진 심각한 기근사태에 직면하고 있는 것으로 추정되며 그로 인한 군사적 갈등이 촉발되고 있다고 보고했다.

## 원인
지속되는 가뭄으로 인한 높은 곡물 가격의 형성과 이 지역의 인구 과밀화가 기근의 원인으로 지적되고 있다. 가뭄이 곧바로 기근으로 직결된 2006년의 경우, 여러 중동국가들이 식량안보를 이유로 자국의 유목민을 보호하기 위해 가축의 수입을 막았기 때문이라는 견해도 많다.

## 현재 상황

### 지부티
지부티는 가뭄으로 인해 심각한 타격을 받았다. FAO는 인구의 1/3이 식량원조를 필요로 하는 것으로 추정했다.

### 에티오피아
FAO는 소말리아 국경지역의 백만이 넘는 사람들이 심각한 식량 부족을 겪고 있다고 추정했다. 현재 곡물의 수확이 끝난 상태임에도 남동쪽 지역에서는 식량부족이 우려된다.

### 케냐
흉작과 가뭄으로 인해 쿠시어파 부족이 거주하는 북쪽과 동쪽지역(Mandera, Wajir, Marasbit)에서 유목 가축의 개체수가 감소했다. 2006년 1월 현재 30명이 기근으로 사망했으며 250만명이 6개월 내로 식량원조를 필요로 하는 것으로 알려져 있다. 케냐 대통령 음와이 키바키는 이를 국가적 재해로 선포했다.

### 소말리아
소말리아의 상황은 4개국 중 가장 심각하다. 소말리아 남부에 거주하는 200만명의 유목민이 인도적 지원을 필요로 한다. 계속되는 중앙정부의 통치력 부재와 운송체계의 미비로 인해 식량 원조물의 분배에도 큰 어려움을 겪고 있다.

## 구호 노력
2006년 2월, 유니세프는 5세 이하의 어린이 150만명의 목숨이 가뭄으로 인해 위협받고 있다고 경고하며 구호 사업을 위해 1600만 달러 규모의 기금을 설립할 것을 요청했다.

## 같이 보기
- 2011년 아프리카의 뿔 가뭄